# Yüksekova
Yüksekova, anciennement Gavar ou Kiavar, est une ville et un district de la province de Hakkari dans la région de l'Anatolie orientale en Turquie.

## Géographie
La Province de Hakkari se situe à l'extrême sud-est de la Turquie.
Il y a deux grandes villes
(Hakkari et Yuksekova).
Les provinces voisins sont : Şirnak et Van.
Les pays voisins sont : L'Iran et la Syrie
Iran = ~ 80 km (depuis Hakkari)
Syrie = ~ 40 km (depuis Hakkari)

## Histoire
Le maire de la ville, membre du Parti démocratique des peuples, est arrêté en octobre 2019 dans le cadre d'une opération visant les opposants à l'invasion des régions kurdes de Syrie par l'armée turque.